# العلاقات الأفغانية الفنزويلية
العلاقات الأفغانية الفنزويلية هي العلاقات الثنائية التي تجمع بين أفغانستان وفنزويلا.

## مقارنة بين البلدين
هذه مقارنة عامة ومرجعية للدولتين:
| وجه المقارنة                                              | أفغانستان                    | فنزويلا                                  |
| --------------------------------------------------------- | ---------------------------- | ---------------------------------------- |
| المساحة (كم2)                                             | 652.23 ألف                   | 916.45 ألف                               |
| عدد السكان (نسمة)                                         | 34.94 مليون                  | 28.87 مليون                              |
| الكثافة السكانية (ن./كم²)                                 | 53.57                        | 31.5                                     |
| العاصمة                                                   | كابل                         | كاراكاس                                  |
| اللغة الرسمية                                             | اللغة البشتوية، اللغة الدرية | اللغة الإسبانية، لغة الإشارة الفنزويلية ‏ |
| العملة                                                    | أفغاني                       | بوليفار فنزويلي                          |
| الناتج المحلي الإجمالي (بليون دولار)                      | 20.82 مليار                  | 482.36 مليار                             |
| الناتج المحلي الإجمالي (تعادل القوة الشرائية) بليون دولار | 62.62 مليار                  |                                          |
| الناتج المحلي الإجمالي الاسمي للفرد دولار أمريكي          | 594                          |                                          |
| الناتج المحلي الإجمالي للفرد دولار أمريكي                 | 1.93 ألف                     |                                          |
| مؤشر التنمية البشرية                                      | 0.479                        | 0.762                                    |
| رمز المكالمات الدولي                                      | +93                          | +58                                      |
| رمز الإنترنت                                              | .af                          | .ve                                      |
| المنطقة الزمنية                                           | ت ع م+04:30                  | 00                                       |

## منظمات دولية مشتركة
يشترك البلدان في عضوية مجموعة من المنظمات الدولية، منها:
| علم المنظمة | اسم المنظمة                        | تاريخ انضمام أفغانستان | تاريخ انضمام فنزويلا |
| ----------- | ---------------------------------- | ---------------------- | -------------------- |
|             | وكالة ضمان الاستثمار متعدد الأطراف | 16 يونيو 2003          | 9 مايو 1994          |
|             | منظمة الشرطة الجنائية الدولية      | ?                      | ?                    |
|             | منظمة حظر الأسلحة الكيميائية       | ?                      | ?                    |
|             | الأمم المتحدة                      | 19 نوفمبر 1946         | 15 نوفمبر 1945       |
|             | مؤسسة التمويل الدولية              | 23 سبتمبر 1957         | 28 ديسمبر 1956       |
|             | يونسكو                             | 4 مايو 1948            | 25 نوفمبر 1946       |
|             | البنك الدولي للإنشاء والتعمير      | 14 يوليو 1995          | 30 ديسمبر 1946       |
|             | الاتحاد البريدي العالمي            | ?                      | ?                    |
|             | الاتحاد الدولي للاتصالات           | 12 أبريل 1928          | 13 أغسطس 1920        |

## وصلات خارجية
- موقع وزارة الخارجية الأفغانية
- موقع وزارة الخارجية الفنزويلية